# Homeworld
Homeworld är ett 3D-realtidsstrategispel från 1999 utvecklat av Relic Entertainment.
Spelet utspelar sig i rymden och är ett av de första realtidsstrategispelen som tillåter förflyttning av enheter i tre dimensioner.
Homeworld fick uppföljarna Homeworld: Cataclysm (2000), Homeworld 2 (2003) och Homeworld 3 (2024).